# Antje Langer
Antje Langer (* 1973 in Halle (Saale)) ist eine deutsche Erziehungswissenschaftlerin mit dem Schwerpunkt Genderforschung und Sexualpädagogik. Langers methodische Arbeitsschwerpunkte sind insbesondere Diskursanalyse und Ethnographie.

## Leben
Langer studierte von 1994 bis 2001 Erziehungs- und Gesellschaftswissenschaften an der Johann Wolfgang Goethe-Universität Frankfurt am Main. Ihre Abschlussarbeit schrieb sie im Rahmen eines ethnographisch angelegten studentischen Forschungsprojekts und publizierte sie unter dem Titel „Klandestine Welten: mit Goffman auf dem Drogenstrich.“ Seit 2002 hat sie mehrere Lehraufträge an der Justus-Liebig-Universität Gießen  und der Pädagogischen Hochschule der Fachhochschule Nordwestschweiz. In 2007 promovierte sie über das Thema Disziplinieren und entspannen. Diskursanalytisch orientierte Ethnographie zum Einsatz des Körpers in der Schule. Sie folgte 2015 dem Ruf der Universität Paderborn ans Institut für Erziehungswissenschaft als Juniorprofessorin für Erziehungswissenschaft: Bildung, Geschlecht, Gesellschaft. Im Oktober 2017 wurde sie zur Professorin für Schulpädagogik mit dem Schwerpunkt Geschlechterforschung berufen.

## Schriften
- Klandestine Welten: mit Goffman auf dem Drogenstrich. Helmer, Königstein/Taunus 2003, ISBN 978-3-89741-136-4 (Volltext [PDF]).
- Disziplinieren und entspannen: Körper in der Schule; eine diskursanalytische Ethnographie. Transcript, Bielefeld 2008, ISBN 978-3-89942-932-9 (Volltext [PDF]).
- Antje Langer (Hrsg.): (An)Passungen: Körperlichkeit und Beziehungen in der Schule; ethnographische Studien. Schneider-Verl. Hohengehren, Baltmannsweiler 2010, ISBN 978-3-8340-0675-2 (Inhaltsverzeichnis [PDF]).